# Marjan Marković
Marjan Marković (cyr. Марјан Марковић; ur. 28 września 1981 w Požarevacu) – serbski piłkarz, grający na pozycji obrońcy.

## Kariera piłkarska

### Kariera klubowa
Rozpoczynał karierę w serbskim klubie Mladi Radnik Požarevac. W latach 1999–2005 występował w FK Crvena zvezda Belgrad, z którym zdobył Mistrzostwo Jugosławii w 2000 i 2001, Puchar Jugosławii w 2000 i 2002, Puchar Serbii i Czarnogóry w 2004 oraz Mistrzostwo Serbii i Czarnogóry w 2004. W 2005 podpisał kontrakt z Dynamem Kijów, z którym zdobył Mistrzostwo Ukrainy w 2007, Puchar Ukrainy w 2006 i 2007 oraz Superpuchar Ukrainy w 2006 i 2007. W sierpniu 2008 powrócił do Crvenej zvezdy. W 2009 został zawodnikiem klubu Istra 1961.

### Kariera reprezentacyjna
W latach 2002–2008 był reprezentantem kraju. Łącznie rozegrał 16 gier.